# Gonatodes taniae
Gonatodes taniae este o specie de șopârle din genul Gonatodes, familia Gekkonidae, descrisă de Roze 1963. Conform Catalogue of Life specia Gonatodes taniae nu are subspecii cunoscute.